# Karakol
Pour l’article ayant un titre homophone, voir Caracol.
Karakol (en kirghize et en russe : Каракол) est une ville du Kirghizistan et le chef-lieu administratif de la province d'Yssykköl. Sa population s'élevait à 63 377 habitants en 2009.
Jusqu'en 1991, la ville était connue sous le nom de Prjevalsk.

## Géographie
Karakol est située dans la région du lac Yssykköl. Entourée des montagnes du Tian Shan, elle est la dernière agglomération d'importance avant la passe de Karkara qui fait frontière avec le Kazakhstan d'une part, et les pentes du Khan Tengri et du pic Pobedy qui marquent la frontière de la Chine d'autre part. Elle se trouve à 312 km à l'est de Bichkek, la capitale du Kirghizistan, et à 151 km au sud-est d'Almaty, au Kazakhstan. 

## Histoire
Édifiée dans une région de peuplement ancien, portant les traces de plusieurs villages médiévaux, dont certains engloutis, et qui aurait accueilli des monastères chrétiens dans l'Antiquité ou le haut Moyen Âge, la ville actuelle, de facture russe, date du XIXe siècle. Sa construction fait suite à la décision de coloniser la cuvette d'Issyk Koul prise par le tsar Alexandre II, après les expéditions de reconnaissance menées par l'officier et explorateur russe Nikolaï Mikhaïlovitch Prjevalski. Alors qu'il préparait une expédition pour le Tibet, il est décédé le 20 octobre (1er novembre) 1888 à Karakol, qui porta son nom en son honneur. 
Karakol a été initialement peuplée de paysans russes. 
Pendant la Grande Guerre patriotique (1941-1945), la ville de Prjevalsk connaît un afflux de réfugiés et d'évacués venus de l'ouest de l'URSS.
En 1991, Prjevalsk (en russe : Пржевальск) a été rebaptisée Karakol. Karakol est aujourd'hui un marché de produits alimentaires et de bétail et le siège de l'administration provinciale et d'une petite université. La ville vit en partie de sa proximité avec la mine d'or de Koumtor, qui emploie de nombreux ouvriers localement.

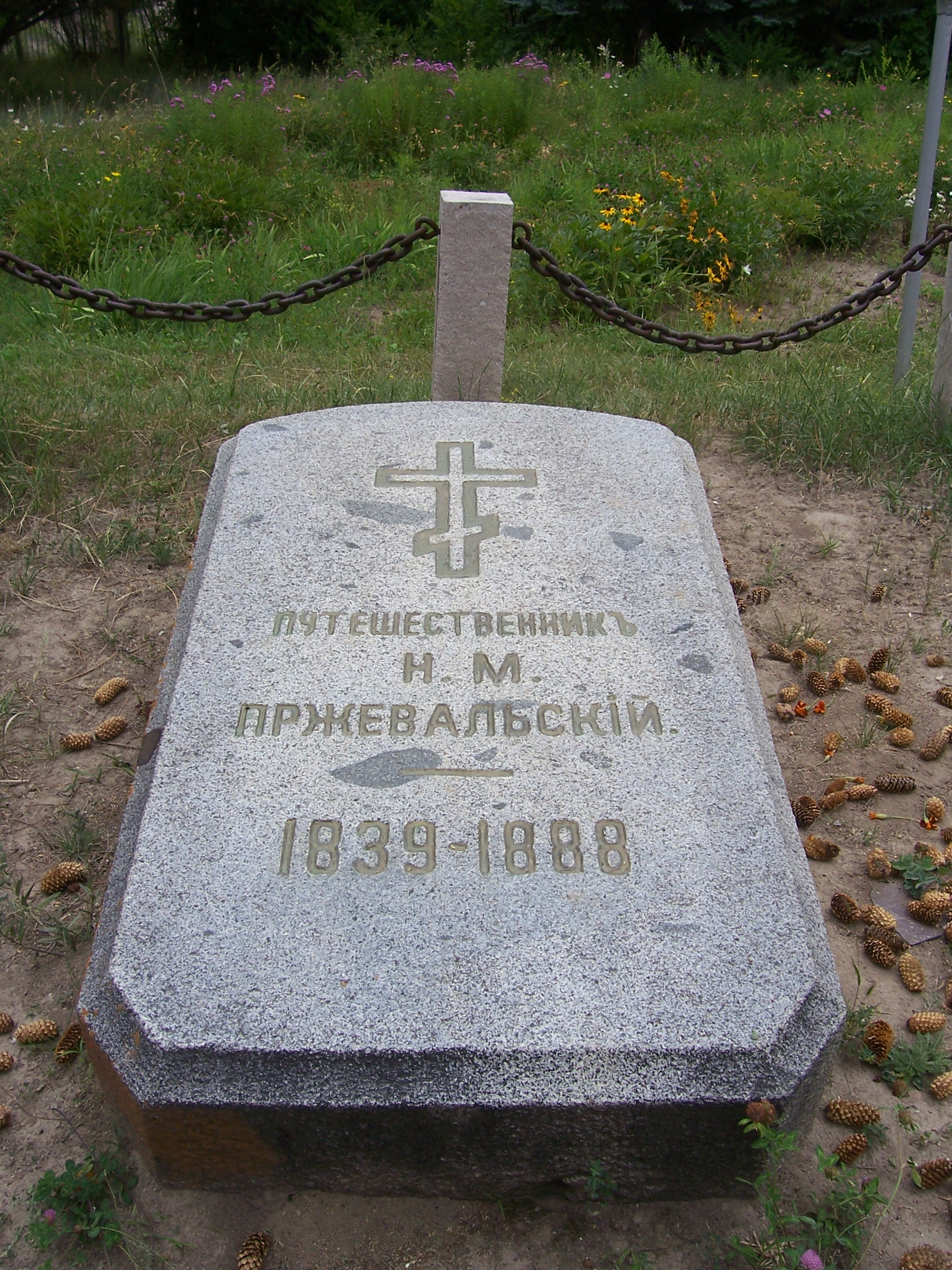
Tombe de Prjevalski

## Population
Le peuplement kirghize de la ville résulte de la collectivisation des terres et de la sédentarisation des nomades dans les années 1930, mais la population russe reste bien représentée. Karakol compte également une forte communauté doungane. 
Recensements (*) ou estimations de la population  :
| 1897* | 1911   | 1933   | 1959*  | 1970*  |
| ----- | ------ | ------ | ------ | ------ |
| 8 100 | 13 000 | 18 700 | 32 565 | 42 262 |

| 1979*  | 1989*  | 1999*  | 2009*  | 2013   |
| ------ | ------ | ------ | ------ | ------ |
| 50 830 | 61 521 | 64 322 | 63 377 | 67 700 |

## Économie
La ville constitue l'un des trois piliers avec Bichkek et Och de l'axe économique majeur du pays, bénéficiant notamment d'investissements directs à l'étranger.
Karakol est par ailleurs un centre de production de drogues, comptant des laboratoires artisanaux.

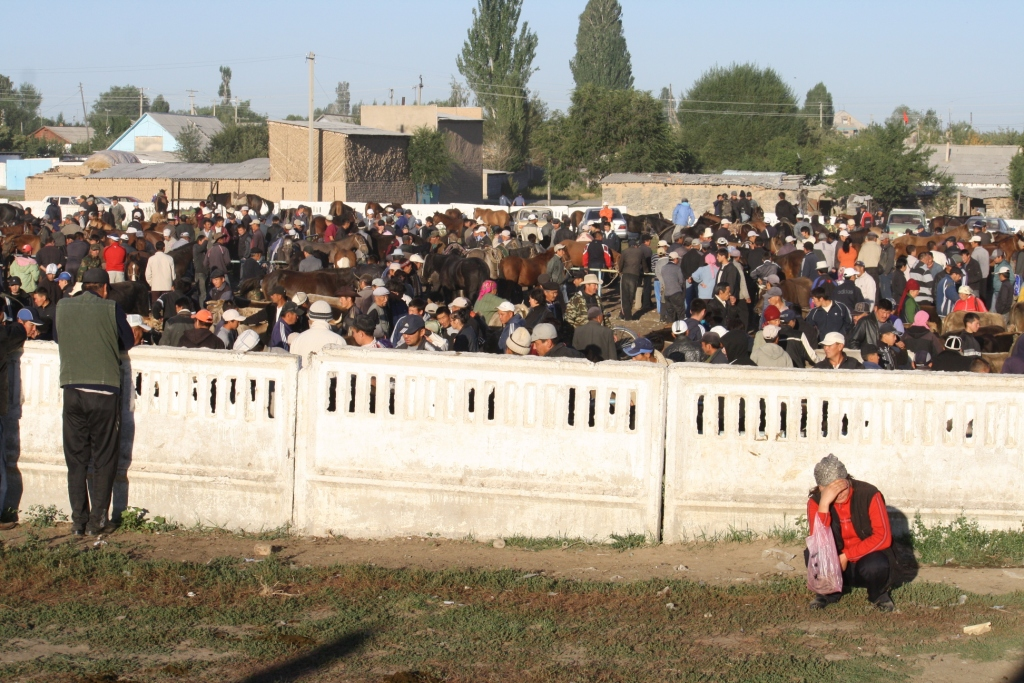
Marché au bétail

## Patrimoine
L'église russe orthodoxe et la mosquée-pagode, construite par de riches représentants de la communauté doungane, sont toutes les deux bâties en bois.
Immédiatement à l'extérieur de la ville s'ouvrent des vallées encaissées menant aux hauts pâturages d'été, sur lesquels se trouvent les yourtes des bergers dès le début de la transhumance.

## Galerie

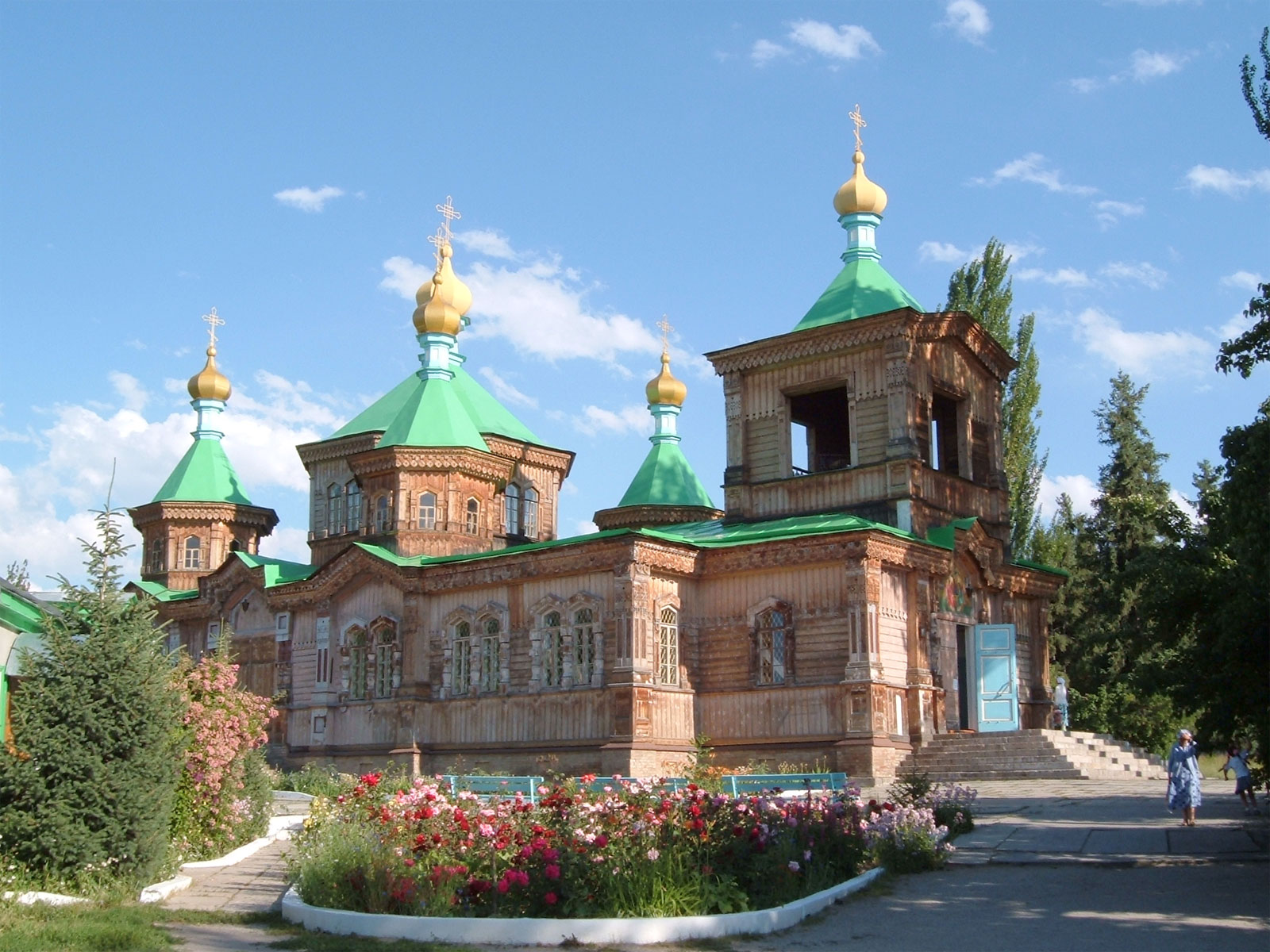
L'église de la Sainte-Trinité
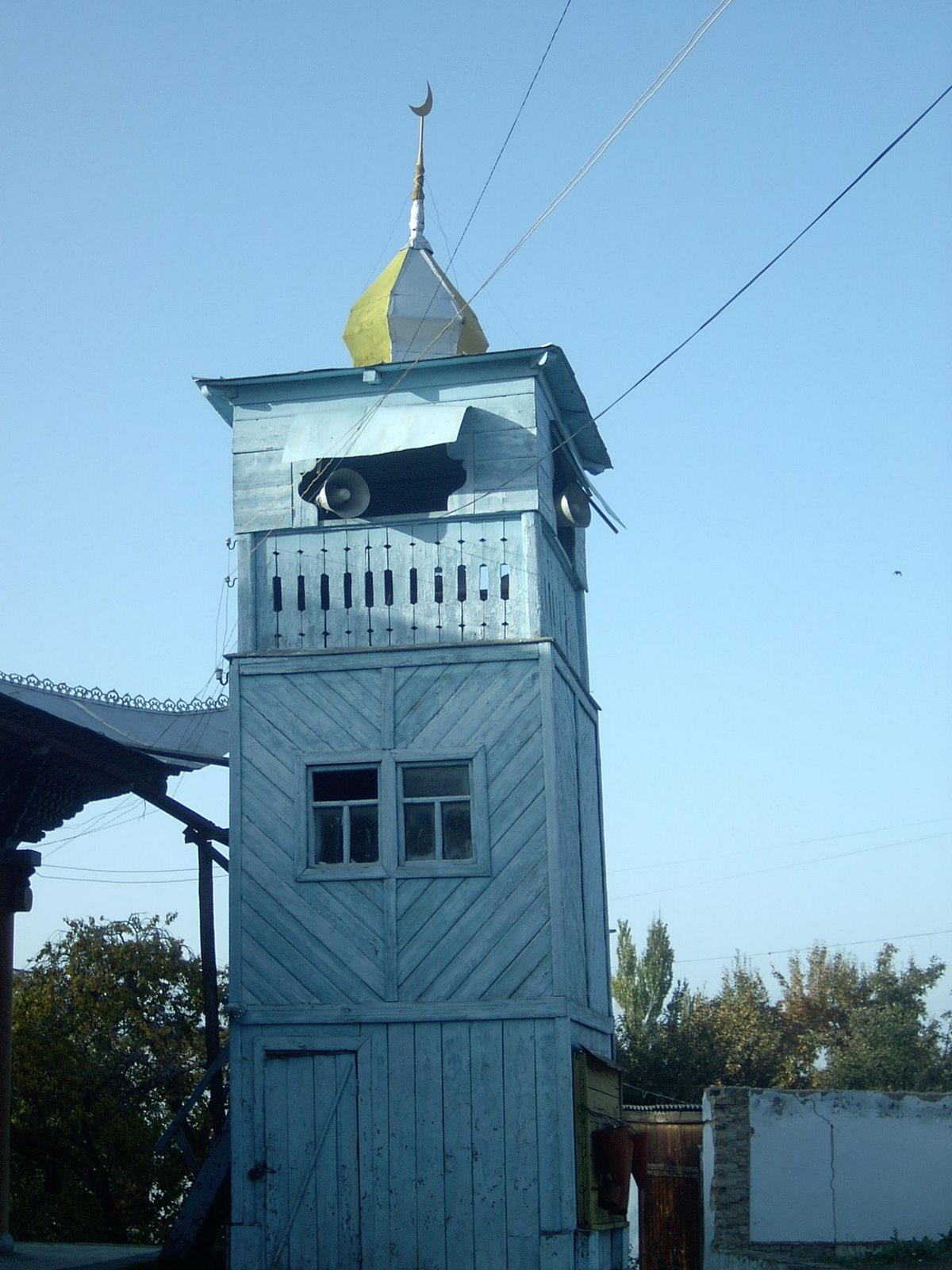
Le minaret de la mosquée des Dounganes
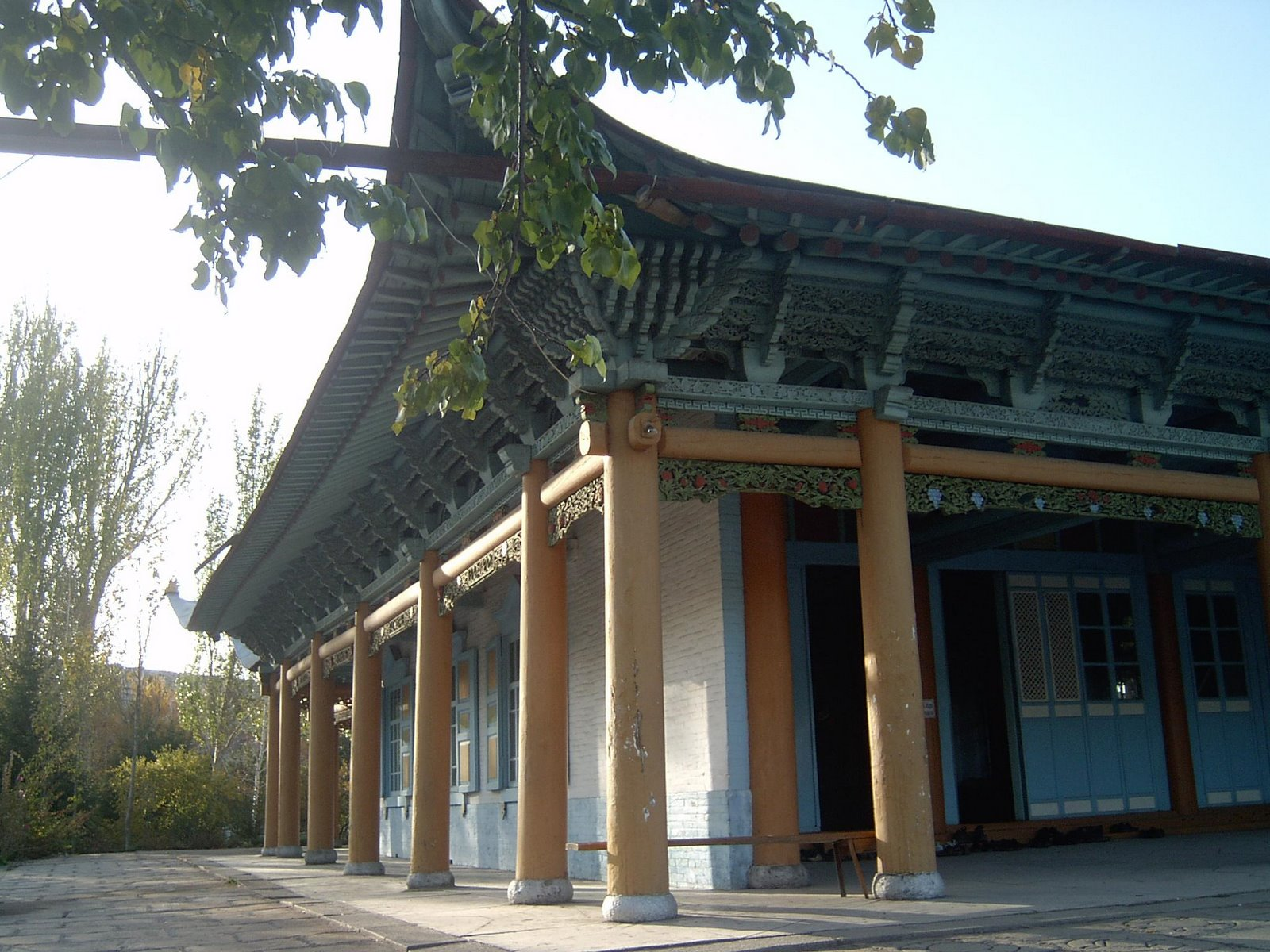
Extérieur de la mosquée des Doungane
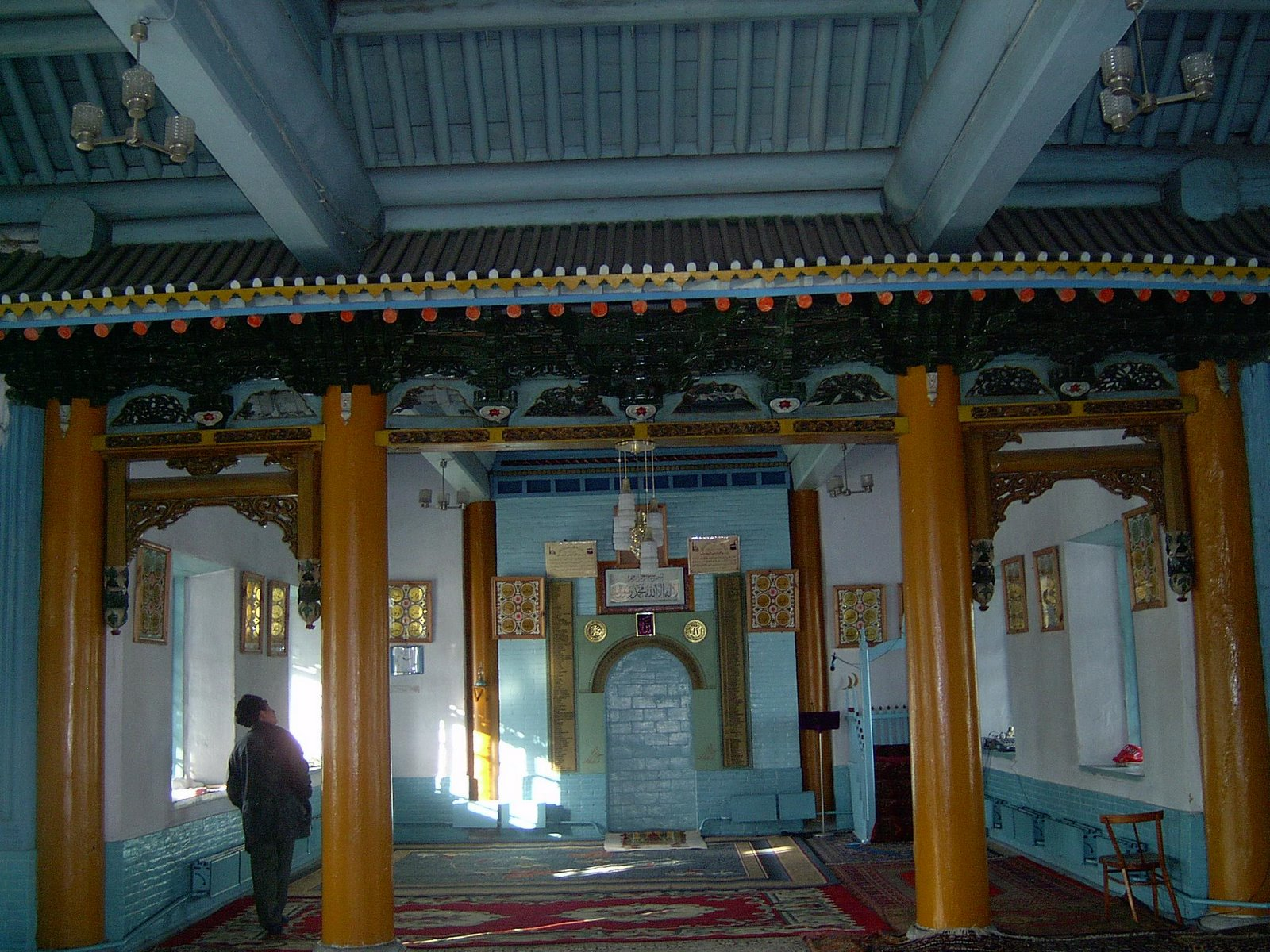
Intérieur de la mosquée des Doungane